# 杉沢の沢スギ

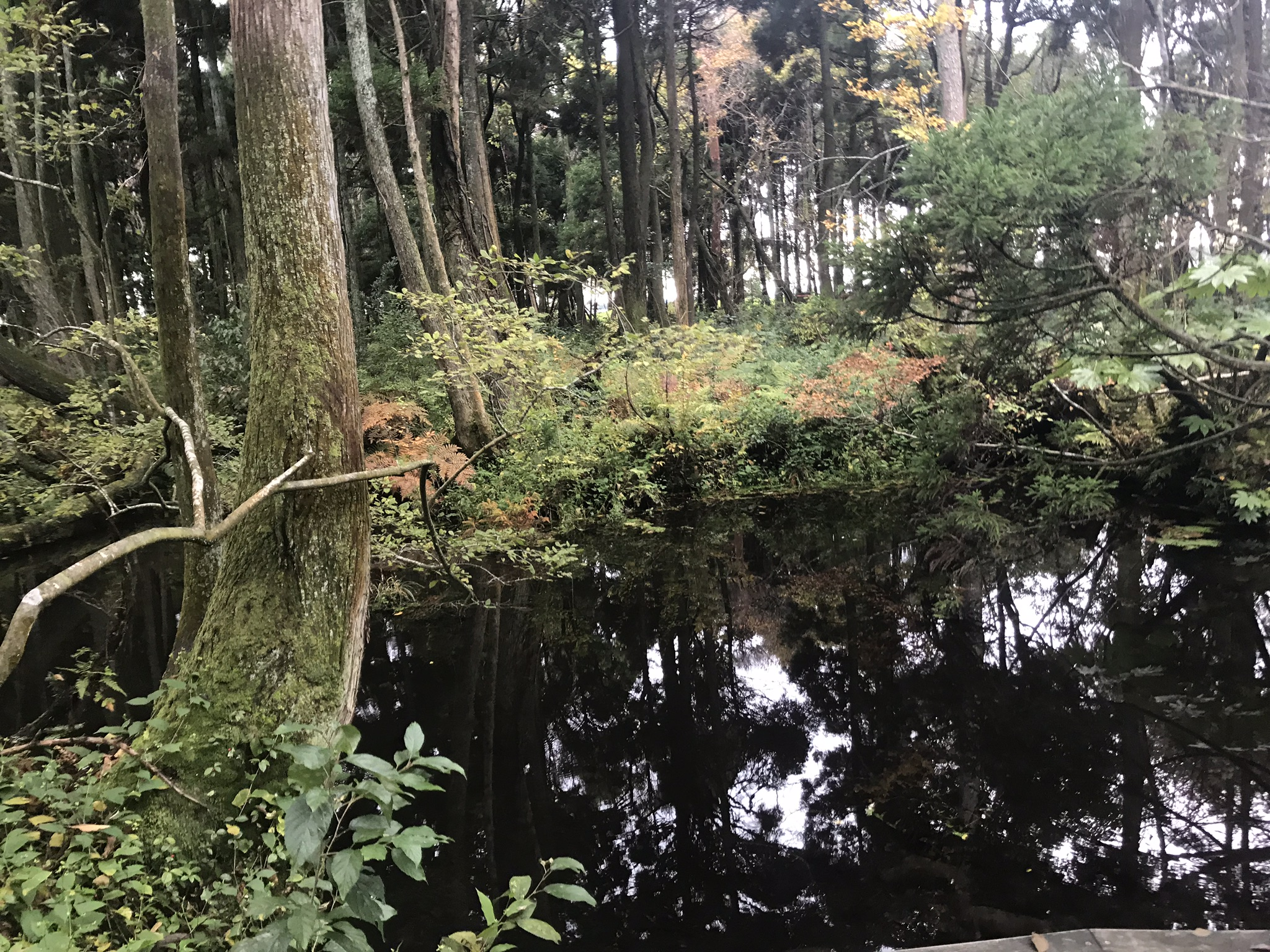
杉沢の沢スギ内の小池

杉沢の沢スギ（すぎさわのさわスギ）は、富山県下新川郡入善町の海沿いにある約2.7 haのスギ林を中心とする森林である。森林内に黒部川の湧水が多数みられるのが特徴。スギが一株で複数の幹をつける伏条現象や、森林内の多様な生態系が見られ、国の天然記念物に指定されている。

## 概要
沢スギは、元々は黒部川扇状地の末端部で、小川が流れ地下水の湧出するスギ林の総称で、海岸約40箇所に約130 haもあったが、1973年（昭和48年）ごろの圃場整備事業によりそのほとんどが水田に転用された。杉沢の沢スギ2.67 haの森も整備の対象だったが、国内で唯一の平地の湧水地帯に生育する唯一のスギ林として1973年（昭和48年）8月4日に国の天然記念物に指定された。
沢スギは、成長した木の枝が雪の重みで地表に着地し、そこから根がでて、一株から何本もの幹が伸びる伏条更新という現象が見られる。この現象が見られるのは平地の森林では杉沢の沢スギのみである。
森の入り口にある沢スギ自然館には模型や映像、パネル展示、展望室などがあり、沢スギの特徴や生態などを学習することができる。沢スギ林内は木道が整備されている。
林内の湧水は1985年（昭和60年）年3月28日に環境庁から黒部川扇状地湧水群として全国名水百選の一つに選定された。
最近では、入善乙女キクザクラと言われる新種の自生菊咲きザクラで、1つの花に100枚以上の花びらを付けるものが発見された。自生の菊咲き品種が国内で確認されたのは、静岡県の富士菊桜に次ぎ2例目。

## 生態
絶滅危惧種や山地性植物を含め、様々な生物が生息する。

### 動物
2014年（平成26年）の調査で、魚類では森林内にスナヤツメ、トミヨ、ニシシマドジョウの生息が確認された。両生類ではニホンアマガエルがいる他、古い記録ではモリアオガエルが生息していたという情報がある。

### 植生
林内は湧水や地下水の影響で冬でも暖かく、タブノキ、ユズリハ、カラタチバナやらマンリョウ、カラタナバナ、オオキジノオシダ、タブノキ、シオノキ、などの暖温帯性植物が多く、照葉樹林の性格が強い。
また、黒部川の氾濫により山から流されてきたと思われる、アケボノシュスラン、ノリウツギなど山地性の植物や、珍しいものではギボウシラン、サギソウ、モウセンゴケ、オオミズゴケなどの絶滅危惧種を含めた湿性植物なども自生する極めて豊富な植物群落である。

## 台風等による倒木被害
過去に幾度か台風等による倒木被害が出ている
- 2004年 - 平成16年台風第23号で422本が倒伏[9]
- 2017年 - 平成29年台風第21号で99本が倒伏[9]

## ギャラリー

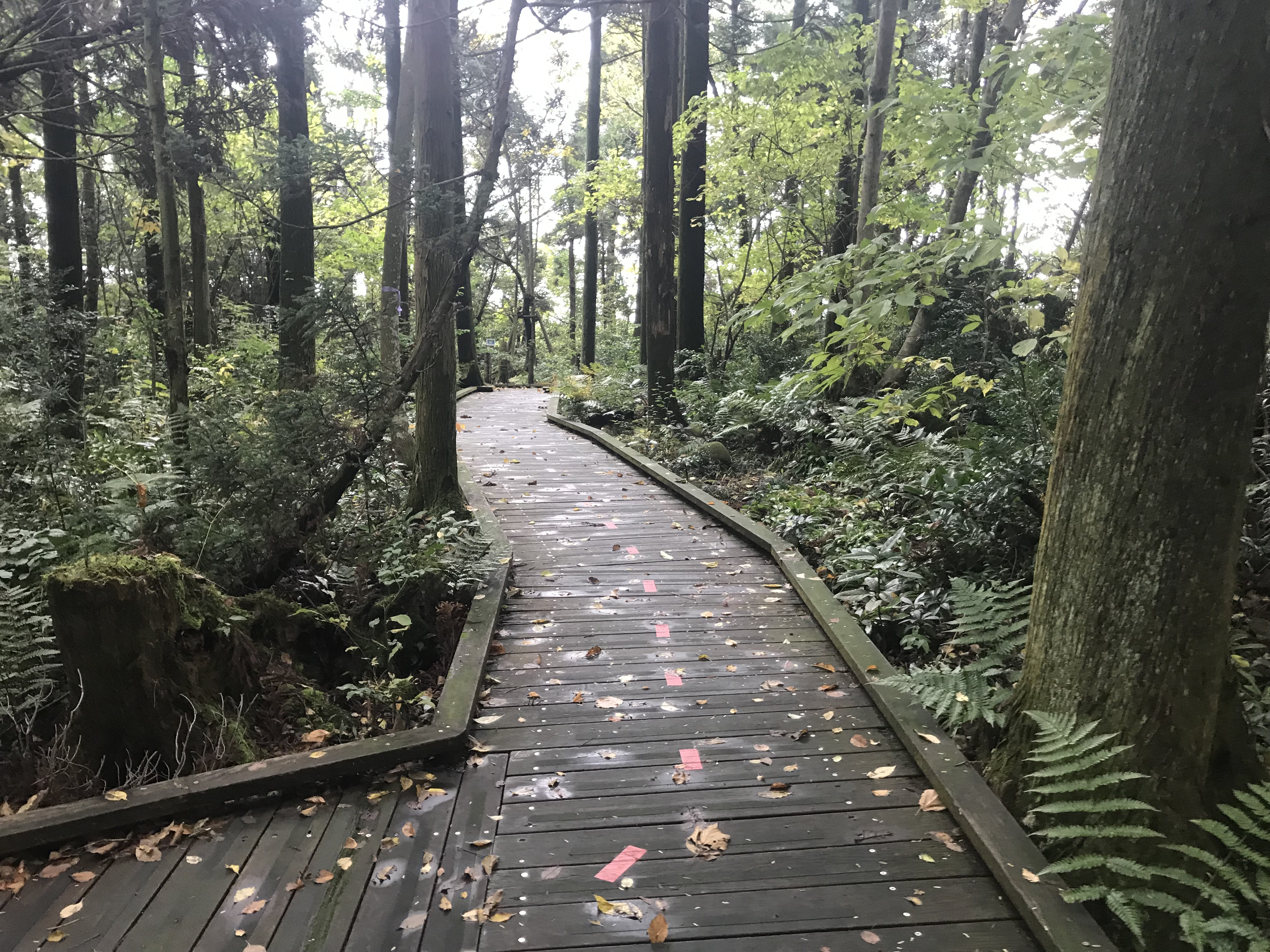
杉沢の沢スギの木道

## 交通アクセス
公共交通
あいの風とやま鉄道西入善駅から徒歩25分。
車
北陸自動車道入善SICから北へ約5 km。